# Неогублений голосний середнього ряду високого підняття
Неогублений голосний середнього ряду високого підняття, або неогублений голосний середнього ряду високого піднесення (англ. close central unrounded vowel) — один з голосних звуків, сімнадцятий з основних голосних звуків.
Інколи називається неогубленим середнім високим голосним.
- У Міжнародному фонетичному алфавіті позначається як [ɨ].
- У Розширеному фонетичному алфавіті SAM позначається як [1].

У деяких мовах існує неогублений голосний середнього ряду високо-середнього підняття, який відрізняється злегка нижчим підняттям. У МФА він часто транскрибується як [ɨ̞] чи [ɪ̈], також можлива транскрипція [ɪ̠] чи [ɘ̝]. У багатьох британських словниках цю голосну транскрибують як [ɪ] (відзначаючи її підняття); в американській традиції її часто транскрибують як [ɨ] (відзначаючи її ряд) або [ᵻ] (відзначаючи її підняття і ряд). У третьому виданні Oxford English Dictionary [ᵻ] передає вільне варіювання між фонемами /ɪ/ та /ə/.

## Властивості
- За підняттям — високий, це значить, що язик при його вимовлянні розташований максимально близько до піднебіння, але без притискування (що дало б приголосний).
- За рядом — середній, тобто язик розташований у середній позиції порівняно з вимовлянням передніх і задніх голосних
- Неогублений — губи при вимовлянні залишаються неокругленими.

## В українській мові
У сучасній літературній українській звук [ɨ] відсутній. Існував у давньоруській мові, успадкований нею з праслов'янської, де розвинувся внаслідок процесу кількісного вирівнювання голосних з праіндоєвропейського монофтонга [ū] або дифтонга [eu]). Це підтверджує порівняння праслов'янських лексем з іншими індоєвропейськими: прасл. *synъ («син») — лит. sūnŭs, прасл. *svekry («свекруха») — лат. socrūs, прасл. *rydati («ридати») — лат. rūdere («ревти», «ревіти»), прасл. *byxъ («я був», пор. староцерк.-слов. быхъ, укр. би) — лат. fūi, прасл. *ty («ти») — лат. tu і дав.-гр. σύ. Звук [ŭ], короткий варіант праіндоєвропейського *u, дав у праслов'янській редукований звук *ъ.
У запису фонетичної реконструкції праслов'янської мови для позначення цього звука використовується латинська y, цією ж літерою прийнято передавати схожі звуки у практичній латинській транслітерації. У більшості староукраїнських говірок зник приблизно у XI ст., злившись з [і] в один звук [ɪ]. Нині зберігається у деяких західноукраїнських говорах (лемківському, бойківському, надсянському і деяких говірках закарпатського), протиставляючись там [і] і [e].

## Позначення
- У кирилиці передається літерою «ы» («єри»). Зі слов'янських кириличних абеток ця літера наразі існує лише в російській і білоруській, але вона наявна у багатьох абетках на основі кирилиці для неслов'янських мов (монгольській, казахській та ін.). В українському письмі скасована у XIX ст.
- При транслітерації латинкою для передавання [ɨ] прийнято вживати букву «y».
- У румунській абетці для позначення звука існують дві літери з «дашками»: «â», «î». Першу («а-циркумфлекс») використовують у середині, другу («і-циркумфлекс») — на початку та наприкінці слів. У румунській кирилиці існувала літера «ы», але практично не використовувалася, замість неї для позначення звука [ɨ] вживалася буква Ѫ («великий юс»). У молдавській кирилиці на місці румунських «â» і «î» вживають «ы».

## Приклади
Цей звук, у цілому, не властивий індоєвропейським мовам, але зустрічається (як алофон) у багатьох слов'янських мовах. Він є вельми звичайною окремою фонемою у мовах індіанців Північної і Південної Америки, де часто протиставляється таким близьким до нього звукам, як [i] і [u] — як у живих мовах, так і в реконструйованих прамовах (наприклад, у праутоацтекській).
| Мова          | Мова                       | Слово                                                                                    | МФА             | Значення               | Примітки |
| ------------- | -------------------------- | ---------------------------------------------------------------------------------------- | --------------- | ---------------------- | --- |
| Англійська    | Говірки південної Англії   | rude                                                                                     | [ɹɨːd]          | 'грубий'               | Замість нього може бути огублений [ʉː], чи дифтонг [ʊʉ̯~əʉ̯].                                                                                          |
| Ангор         | Ангор                      | hüfᵻ                                                                                     | [xɨβə]          | 'гарячий'              | |
| Ачехська      | Ачехська                   | tupeue                                                                                   | [tupɨə]         | 'знати'                | Так характеризують цей звук деякі мовознавці, інші ж описують його як ближчий до [ɯ].                                                                |
| Білоруська    | Білоруська                 | крыніца                                                                                  | [krɨnitsa]      | 'джерело'              | У ненаголошеному стані може наближатися до [а] (у північно-східних діалектах) або [u] (у поліських діалектах). Див. Білоруська фонетика              |
| Валійська     | Північні діалекти          | llun                                                                                     | [ɬɨːn]          | 'картинка'             | Див. Валійська фонетика |
| В'єтнамська   | В'єтнамська                | trưa                                                                                     | [ʈɨə˧]          | 'полудень'             | Див. В'єтнамська фонетика |
| Гуарані       | Гуарані                    | yvy                                                                                      | [ɨʋɨ]           | 'Земля'                | |
| Естонська     | Виро                       | sysar                                                                                    | [sɨsarʲ]        | 'сестра'               | |
| Ірландська    | Манстерський діалект       | caora                                                                                    | [kɨ̟ːɾˠə]        | 'вівця'                | Певною мірою передній; алофон звука [i] між відкритими приголосними. Див. Ірландська фонетика                                                        |
| Кайнганг      | Кайнганг                   | fy                                                                                       | [ɸɨ]            | 'насінина'             | |
| Кашинава      | Кашинава                   | —                                                                                        |                 |                        | |
| Кашмірі       | Кашмірі                    | teer                                                                                     | [ˈt̪ɨːr]         | 'холод'                | |
| Китайська     | Мандарин                   | 日 rì                                                                                    | [ɻɨ̹˥˩] д·і      | 'день'                 | Див. Мандаринська фонетика |
| Латгальська   | Латгальська                | dyžan                                                                                    | [ˈd̪ɨʒän̪]        | 'пребагато'            | Див. Латгальська фонетика |
| Монгольська   | Монгольська                | хүчир                                                                                    | [xutʃʰɨɾɘ̆]      | 'трудний, складний'    | |
| Муїска        | Муїска                     | hycha                                                                                    | [hɨʂa]          | 'я'                    | Див. Фонетика мови чибча |
| Російська     | Російська                  | ты                                                                                       | [t̪ɨ] д·і        | 'ти'                   | Зустрічається тільки після твердих приголосних. Див. Російська фонетика                                                                              |
| Румунська     | Румунська                  | [[[Румунська абетка\|înot]]] Помилка: {{Lang}}: текст вже має курсивний шрифт (допомога) | [ɨˈn̪o̞t̪]         | 'плаваю'               | Див. Румунська фонетика |
| Сама          | Сібуту                     | [pɨˈnɨt̪]                                                                                 | [pɨˈnɨt̪]        | 'борода'               | |
| Сапотекська   | Тількіапанська сапотекська | nɨ                                                                                       | [nɨ]            | 'бути кислим'          | |
| Сахаптин      | Сахаптин                   | [kʼsɨt]                                                                                  | [kʼsɨt]         | 'холод'                | Вставний. Не має подовженої пари. |
| Сіріоно       | Сіріоно                    | [eˈsɨ]                                                                                   | [eˈsɨ]          | 'сухе дерево'          | |
| Сумі          | Сумі                       | sü                                                                                       | [ʃɨ̀]            | 'завдавати болю'       | Також його описують як [ɨ̞]. |
| Тамільська    | Тамільська                 | ஆனால்                                                                                      | [äːnäːlɨ]       | 'але'                  | Вставний голосний, що з'являється в розмовному мовленні після прикінцевих плавних; може також вимовлятися як огублений [ʉ]. Див. Тамільська фонетика |
| Тера          | Тера                       | zu                                                                                       | [zɨ]            | 'казав'                | |
| Удмуртська    | Удмуртська                 | ургетэ, ыргетэ                                                                           | [ɨrgete]        | 'гуркоче'              | |
| Узбецька      | Узбецька                   | qiz                                                                                      | [qɨz]           | 'дівчинка'             | Алофон звука [i]. |
| Українська    | Лемківський говір          | гримить                                                                                  | [ɦrɨmit]        | 'гримить'              | Див. Фонетика лемківського говору |
| Хауса         | Хауса                      | —                                                                                        |                 |                        | Алофон звука [i]. |
| Чеська        | Деякі діалекти             | był                                                                                      | [bɨɫ]           | 'був'                  | Зустрічається у деяких східноморавських, ляських і сілезьких діалектах. Див. Чеська фонетика                                                         |
| Шведська      | Шведська                   | [bi] Помилка: {{Lang}}: письмо: latn не підтримується для коду: sv (допомога)            | [bɨː]           | 'бджола'               | Зустрічається в діалектах провінцій Нерке і Богуслен, а також у соціалектах Стокгольма й Гетеборга. Див. Шведська фонетика                           |
| Шипібо-конібо | Шипібо-конібо              | tenaitianronki                                                                           | [ˈt̪ɨnɐi̞ti̞ɐ̃ɽõ̞ɣi̞] | [ translation needed ] | Один з алофонів тієї ж фонеми, що й [ɯ] — після передньоязикових приголосних.                                                                        |

- Польську літеру «y» часто транскрибують як [ɨ], хоча насправді вона передає закритий варіант неогубленого голосного середнього ряду високо-середнього підняття, іноді для точності транскрибований як [ɘ̟][25].
- Літеру «e» європейського варіанта португальської мови часто представляють як [ɨ], але цей звук являє собою неогублений ненапружений голосний високого підняття заднього ряду, для точнішої транскрипції якого вживають символи [ɯ̽] (централізований), [ɯ̟] (палаталізований), [ʊ̜][26].